# برج هيئة أبو ظبي للاستثمار
برج هيئة أبوظبي للاستثمار هو ناطحة سحاب في مدينة أبو ظبي عاصمة دولة الإمارات العربية المتحدة. تم الانتهاء منه في عام 2006 ويستضيف جهاز أبوظبي للاستثمار. يبلغ ارتفاعه 185 متر (607 قدم) ولها 40 طابقا.

## أنظر أيضًا
- برج الحمراء في الكويت ، ناطحة سحاب أخرى ذات شكل خارجي قابل للطي.